# (942) Ромильда
(942) Роми́льда (лат. Romilda) — астероид Главного астероидного пояса. Открыт 11 октября 1920 года немецким астрономом Карлом Рейнмутом в обсерватории Хайдельберг-Кёнигштуль, Германия. Астероид был назван женским именем, взятым из немецкого ежегодного календаря Lahrer hinkender Bote, и никак не связанным с современниками Рейнмута.
Ромильда не пересекает орбиту Земли, и делает полный оборот вокруг Солнца за 5,60 Юлианских лет.

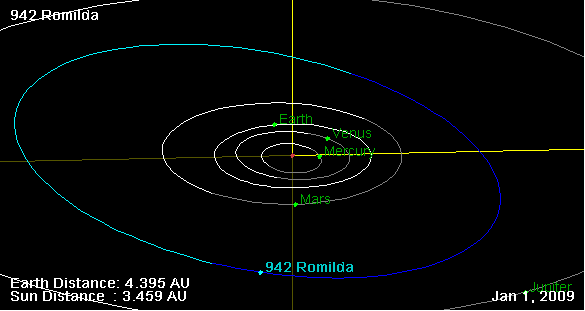
Орбита астероида Ромильда, и его положение в Солнечной системе на 01.01.2009 г. Рисунок NASA JPL Small Body Orbit Viewer applet